# Konrad III. von Mödling
Konrad von Mödling († 1283) war Augustiner-Chorherr und als Konrad III. von 1257 bis 1283 Propst des Klosterstifts Berchtesgaden.
Konrad von Mödling (vormals: Megling) wurde wie seine letzten Vorgänger aus den Reihen der Kanoniker des Klosterstifts Berchtesgaden zum Propst gewählt. Er hatte sich offenbar stets bemüht, außerhalb und innerhalb der Klostermauern „ohne alle Partheynahme sein Schifflein“ durch die Konflikte jener Zeit zu lenken.
Wiewohl dem Stift durchaus das Recht eingeräumt wurde, innerhalb seiner Grenzen Todesurteile auszusprechen, verfügte es noch nicht über die Blutgerichtsbarkeit, solche Urteile auch zu vollstrecken. Dazu war mit den Brüdern Otto und Cuno von Gutrath vereinbart worden, dass sie sich dieser Urteile entsprechend annahmen. Erst Konrads Nachfolger Johann Sax von Saxenau sollte den Blutbann ab 1294 dann auch selbst innerhalb des Stiftsterritoriums vollstrecken lassen können.
Doch Konrad profitierte bereits von dem 1156 ausgestellten „Freiheitsbrief“ des Kaisers Friedrich Barbarossa, der dem Berchtesgadener Klosterstift die Forsthoheit gewährte, sowie von der eigenmächtigen Erweiterung dieser „Goldenen Bulle“ im Jahr 1180 durch seinen Vorgänger Propst Friedrich I. um die Schürffreiheit auf Salz und Metall. Dank der seit 1194 gültigen „Magna Charta der Berchtesgadener Landeshoheit“ vermochte er zudem als Landes- und Gerichtsherr nicht nur die niedere, sondern auch die hohe Gerichtsbarkeit auszuüben. Und seit 1209 war den Berchtesgadener Pröpsten durch Papst Innozenz III. das Recht der freien Jurisdiktion über alle Laien innerhalb des päpstlichen Immunitätsgebietes bestätigt worden. Zudem durfte Konrad dank eines 1255 durch Papst Alexander IV. „für alle Zeiten“ gewährten Rechts die Insignien Mitra, Ring und Sandalen tragen, was ihn schon fast den Bischöfen gleichstellte.
1274 hatte er zudem eine päpstliche Bestätigung der Stiftsprivilegien erwirkt und später auch in Judenburg von König Rudolf I. die Maut- und Zollrechte des Klosterstifts in Österreich bestätigt bekommen. Sein auf 1283 datiertes Todesjahr ist laut Brugger nicht gesichert.